# 哈比特汉堡

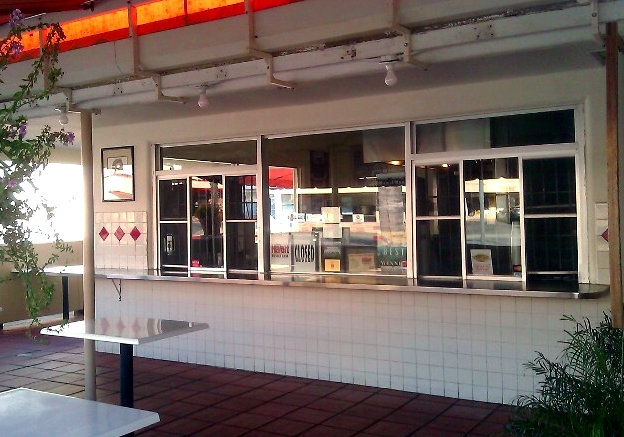
1969年开业的第一家门店

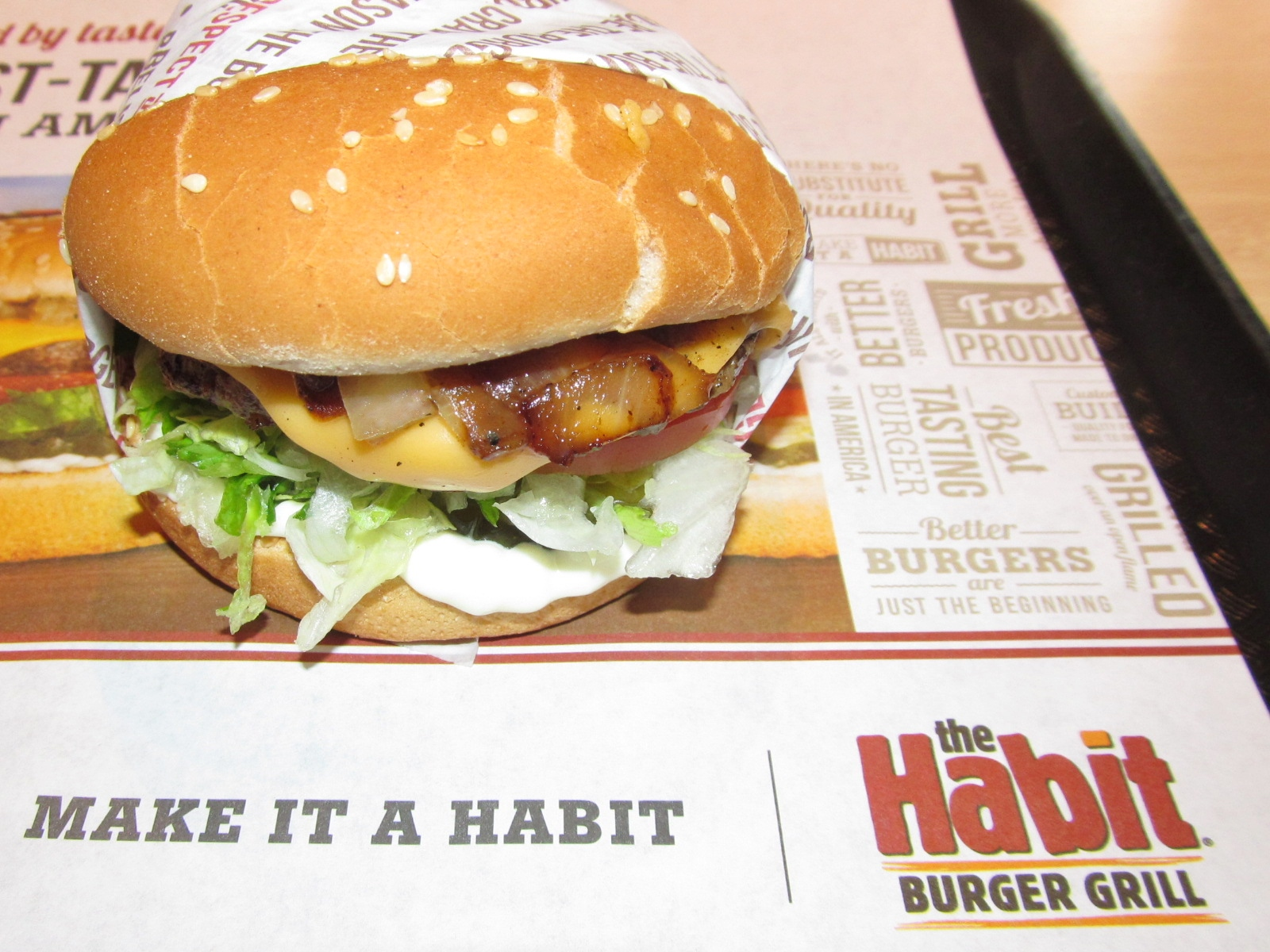
起司汉堡包

哈比特汉堡（英語：The Habit Burger Grill）是一家美国速食店，主营汉堡包。

## 历史
1969年11月成立于美国圣巴巴拉 (加利福尼亚州)，是一家家族企业。2007年由一家私募收购后进行大规模扩张。2020年3月百勝餐飲集團宣布将其收购，2021年家族同意收购，2022年3月完成最终收购。2024年4月宣布关闭上海的四家门店，中国境内仅剩重庆江北国际机场一家门店。

## 门店
截至2023年3月，全球共有358家门店。
| 地方         | 店数 |
| ------------ | ---- |
| 亚利桑那州   | 21   |
| 加利福尼亚州 | 250  |
| 佛罗里达州   | 9    |
| 爱达荷州     | 3    |
| 马里兰州     | 5    |
| 马萨诸塞州   | 1    |
| 内华达州     | 11   |
| 新泽西州     | 12   |
| 北卡罗莱纳州 | 4    |
| 宾夕法尼亚州 | 1    |
| 南卡罗莱纳州 | 1    |
| 犹他州       | 13   |
| 弗吉尼亚州   | 3    |
| 华盛顿州     | 13   |
| 柬埔寨       | 6    |
| 中国         | 5    |

## 荣誉
2014年被测评类杂志消费者报告评为最佳汉堡包，有53,745名打分8.1/10。